# Trichodactylus kensleyi
Trichodactylus kensleyi är en kräftdjursart som beskrevs av Rodríguez 1992. Trichodactylus kensleyi ingår i släktet Trichodactylus och familjen Trichodactylidae. IUCN kategoriserar arten globalt som livskraftig. Inga underarter finns listade i Catalogue of Life.